# Alien Youth: The Unplugged Invasion
Alien Youth: The Unplugged Invasion è un album video del gruppo musicale statunitense Skillet, pubblicato nel 2002.

## Tracce
1. Alien Youth
2. One Real Thing
3. Kill Me, Heal Me
4. You Are My Hope
5. Best Kept Secret

## Formazione
- Lori Peters - batteria
- Ben Kasica - chitarra elettrica e acustica
- Korey Cooper - tastiere, pianoforte
- John L. Cooper - voce, basso